# Sherbro Island

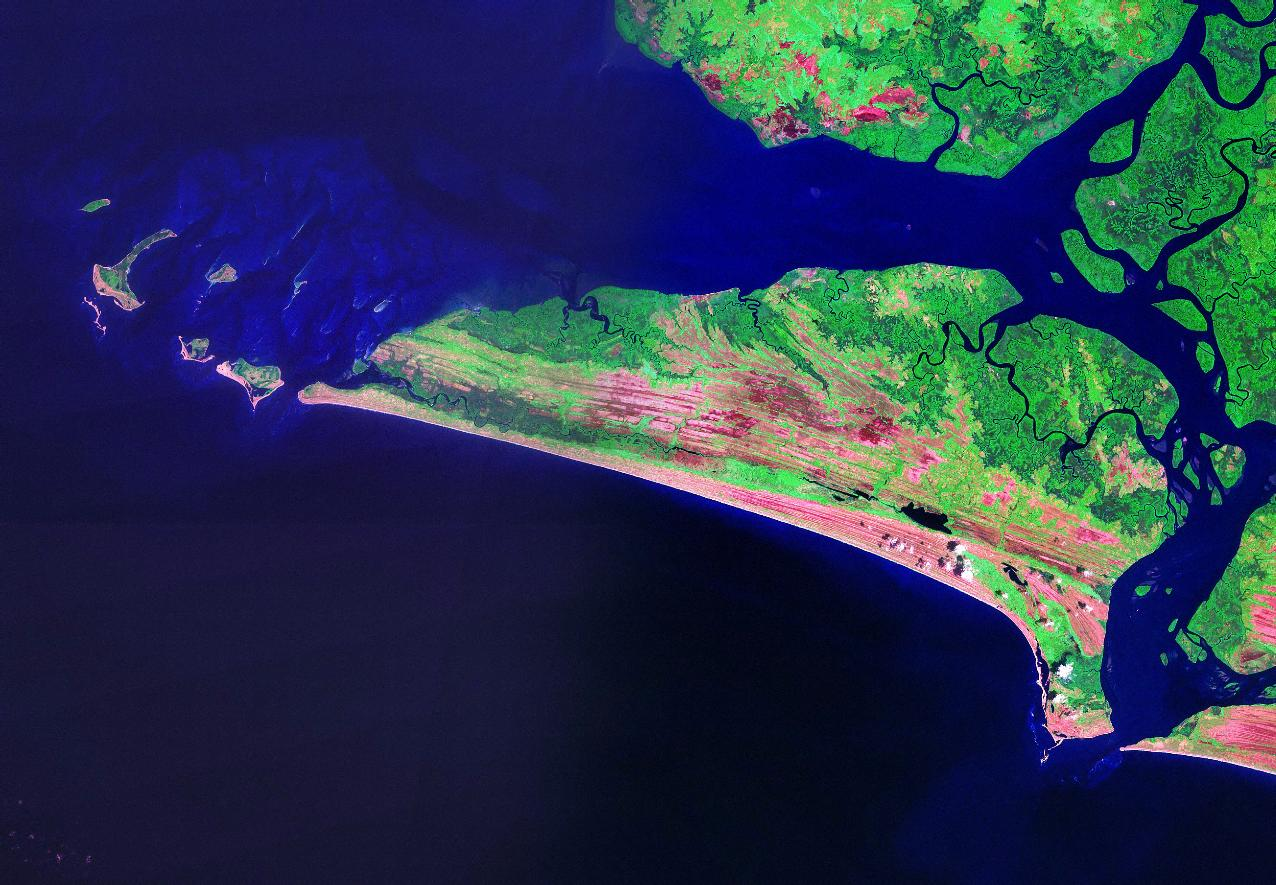
Zdjęcie satelitarne wyspy

Sherbro Island albo Bonthe Island – wyspa na Oceanie Atlantyckim u południowo-zachodnich wybrzeży Sierra Leone o powierzchni ok. 370 km². Od stałego lądu odziela ją rzeka Sherbro i cieśnina Sherbro. Główną miejscowością na wyspie jest Bonthe. 
Wyspa jest miejscem wylęgu morskich żółwi zielonych i żółwi skórzastych. Znajduje się tu też ponad 100 kilometrów tropikalnych plaż, co sprawia, że Ministerstwo Turystyki i Rozwoju Sierra Leone (ang. Ministry for Tourism and Development of Sierra Leone) dokłada starań do wypromowania tego regionu jako atrakcji turystycznej. 
W przeszłości wyspa służyła Brytyjczykom jako miejsce przerzutu niewolników. Obecnie głównymi gałęziami gospodarki są uprawa ryżu i rybołówstwo. Wyspę zamieszkuje ok. 9700 osób (stan z 2006 roku).